# 訃報 2001年7月
訃報 2001年7月（ふほう 2001ねん7がつ）では、2001年（平成13年）7月中に物故した、又は物故が報じられた人物についてまとめる。

## （1日 - 15日）

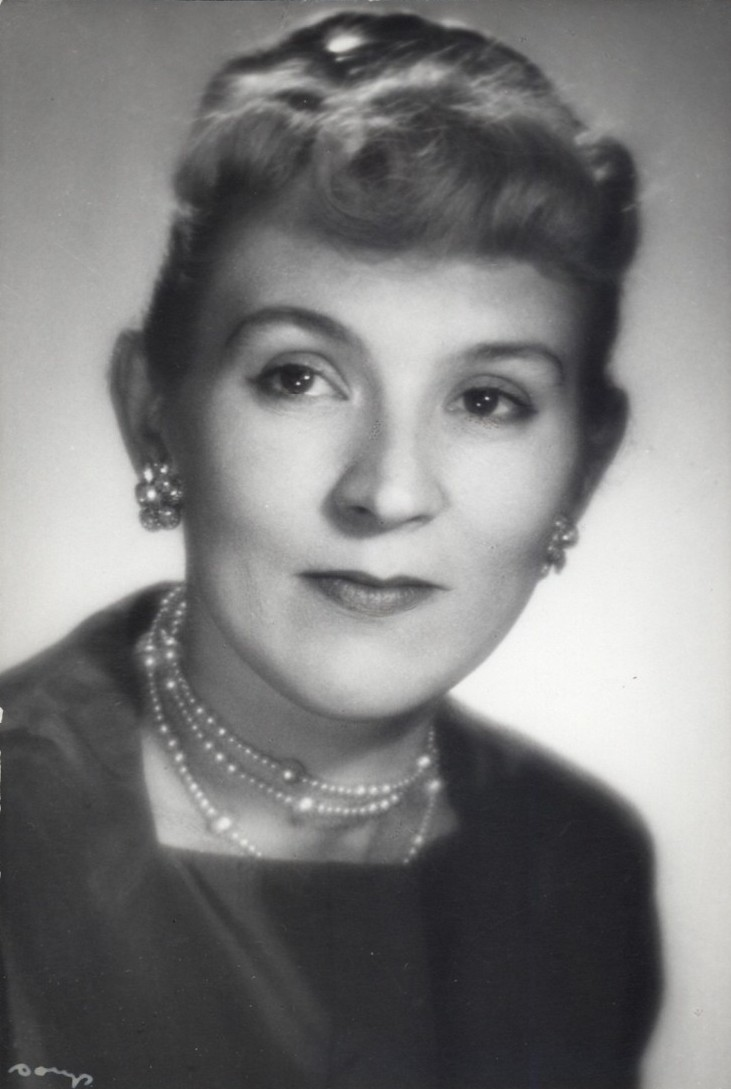
ハリーナ・チェルニー＝ステファンスカ／7月1日没

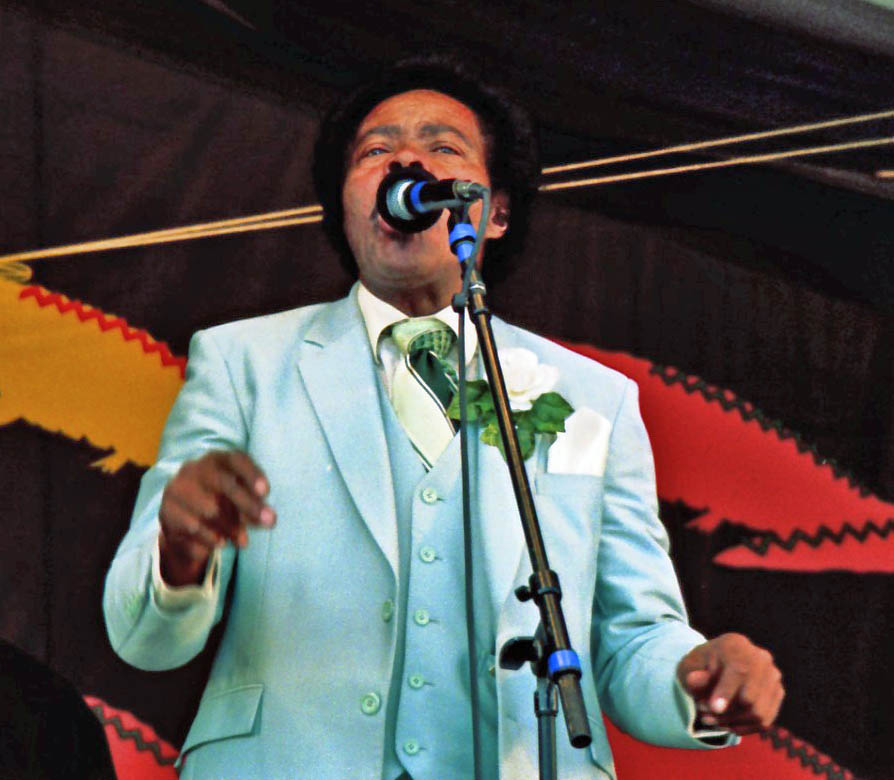
アーニー・ケイドー／7月5日没

- 7月1日 - ハリーナ・チェルニー＝ステファンスカ、ピアニスト（* 1922年）
- 7月4日 - 江川卓、ロシア文学者（* 1927年）
- 7月5日 - アーニー・ケイドー、R&B歌手（* 1933年）
- 7月7日 - 本山剛、銀行家（* 1931年）
- 7月8日 - エルンスト・バイアー、フィギュアスケート選手（* 1905年）
- 7月8日 - 十七代目市村羽左衛門、歌舞伎役者（* 1916年）
- 7月9日 - 桂木鉄夫、政治家（* 1920年）
- 7月11日 - 末次一郎、安全保障問題研究会の主宰者（* 1922年）
- 7月13日 - 青木一雄、アナウンサー（* 1917年）
- 7月15日 - 岩川隆、ノンフィクション作家（* 1933年）

## （16日 - 31日）

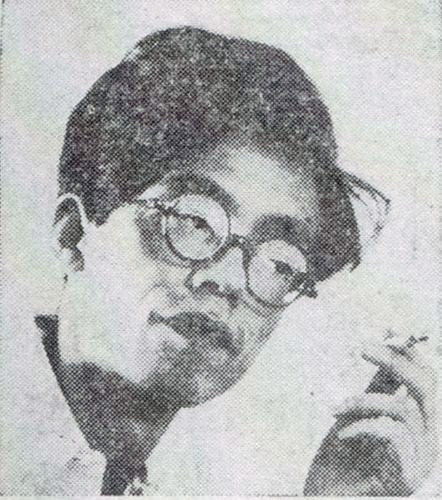
山田風太郎／7月28日没

- 7月20日 - 本多光夫、編集者、エッセイスト（* 1931年）
- 7月21日 - シヴァージ・ガネーサン、俳優（* 1928年）
- 7月23日 - 小西哲、警察官僚、政治家、自由民主党衆議院議員（* 1949年）
- 7月24日 - 円谷浩、俳優（* 1964年）
- 7月25日 - プーラン・デーヴィー、政治家、元盗賊（* 1963年）
- 7月28日 - 山田風太郎、小説家（* 1922年）
- 7月30日 - 斎藤徹郎、旧北海道開発庁最後の事務次官（*1945年）